# A&W Restaurants
Chuỗi nhà hàng A&W là một chuỗi các nhà hàng thức ăn nhanh với các loại cà rốt và cà rốt. A & W thực sự là công ty nhượng quyền thành công đầu tiên: thương hiệu bắt đầu tại California khoảng năm 1921. Danh tính của công ty được lấy từ các đối tác Roy W. Allen và Frank Wright. Thực đơn của nhà hàng này bao gồm nhưng không giới hạn ở hamburger, Pháp fries và hot dogs. Nhà hàng có nhiều nơi trên thế giới cũng như Hoa Kỳ.